# توقوچا پونتا
توقوچا پونتا (به اسپانیایی: Tuqtuqucha Punta) یک کوه در پرو است که در منطقه اوئانوکو واقع شده‌است. توقوچا پونتا ۴٬۴۰۰ متر بالاتر از سطح دریا واقع شده‌است.